# Animatic
Eine Animatic, auch Story Reel genannt, ist ein gefilmtes Storyboard. Dabei werden die Einzelbilder des Storyboards zusammengeschnitten und gegebenenfalls rudimentäre Dialoge und Soundtrack hinzugefügt. Damit kann zum einen geprüft werden, ob das Timing der Dramaturgie im fertigen Film stimmt und Soundtrack und Film zusammenpassen.
Oft werden hierbei auch Kamerabewegungen und Zoom getestet, indem man mit der Kamera über die Bilder fährt oder in sie hineinzoomt. Diese Aufgabe kann beim digitalen Schnitt auch mit Hilfe einer Videoschnittsoftware gelöst werden.
Animatics werden bevorzugt bei Werbefilmen, Trickfilmen, Animationen und beim Dreh von Action- oder Spezialeffekt-Sequenzen verwendet, da ihr Einsatz überflüssige oder nicht funktionierende Einstellungen offenbart und damit die Kosten des Drehs vermindern kann.